# Chemia medyczna
Chemia medyczna – dział chemii wykorzystujący metody chemiczne w medycynie, znajdujący zastosowanie w ochronie zdrowia i diagnostyce laboratoryjnej.
Chemia medyczna obejmuje zagadnienia: chemii organicznej i nieorganicznej, biologii medycznej, farmakodynamiki, farmakokinetyki, farmakogenomiki, analizy chemicznej w tym związanej z diagnostyką laboratoryjną, których znajomość jest niezbędna przy projektowaniu nowych leków, syntezie leków generycznych, czy też modyfikacji już znanych leków, w celu wyeliminowania efektów ubocznych.
Chemia medyczna zajmuje się również problematyką:
- struktury białek w aspekcie działania leków,
- miejsc działania leków w tym enzymów, receptorów i kwasów nukleinowych,
- indukowanych działaniem leków mechanizmów przekazywania informacji wewnątrzkomórkowej,
- metod poszukiwania i projektowania nowych leków,
- analizy właściwości biologicznych leków,
- analizy zależności strukturalnej leków (QSAR),
- laboratoryjnej analityki medycznej w tym chemicznej diagnostyki laboratoryjnej